# 托钵修会
托钵修会（英語：Mendicant orders）是完全依靠捐助而生存的天主教修会，他们不积蓄财产（个人和团体），需要发贫穷誓愿，以投身于宗教工作。中世纪后期随着本笃会和熙篤会等隱修會的衰落，很多非正统修会兴盛。为了争夺人心，正统效仿他们成立了托钵修会。因以乞食为生，所以称之为托钵修会，又称为乞食僧团、托钵僧团。

## 天主教托钵修会
天主教的托钵修会将时间用于傳福音和服务穷人。
在中世纪，天主教最早成立的托钵修会包括：
- 方济各会，成立于1209年
- 加尔默罗会，成立于1206年–1214年
- 道明会 ，成立于1216年
- 奥斯定会，成立于1256年

1274年的第二次里昂会议承认了这四大托钵修会，而禁止其他修会。天特会议放松了对财产的限制。此后，除了方济各会及其分支嘉布遣会（Capuchin），修会成员允许拥有共同的财产。
其他修会包括
- 圣母忠仆会，成立于1233年
- 嘉布遣会，成立于1525年

## 其他宗教类似的团体
汉语中的“托钵”一词原本来自古印度，例如佛教僧侣和印度教圣人，是托举着钵去俗家乞食的意思，原始佛教僧侣不事生产，专心修行，每日托钵乞食维持食物来源。托钵修会（英語：Mendicant orders）的“Mendicant”就是乞讨的意思，风格接近于印度宗教中的托钵僧，故汉语中译成“托钵”。
天主教托钵修会的修道者，也可称作托钵僧，这在佛教中，正确的名称爲比丘。而在伊斯蘭教苏菲派中则称为德爾維希。